# Edinho Baiano
Edinho Baiano (Caruaru, 27 juli 1967) is een voormalig Braziliaans voetballer.

## Carrière
Edinho Baiano speelde tussen 1988 en 2005 voor verschillende clubs, in Brazilië en Japan.